# البنات لازم تتجوز (فلم)
البنات لازم تتجوز هو فيلم سينمائي درامي مصري من إنتاج 1973 إخراج وتأليف: علي رضا وتمثيَل: ، رشدي أباظة، يوسف وهبي، مريم فخر الدين، نجلاء فتحي، أحمد السنباطي، فكري أباظة، ليلى حمادة، محيي إسماعيل، صفية العمري.

## قصة الفيلم
تتزوج صافي (نجلاء فتحي) من مدرس الموسيقى أحمد (أحمد السنباطي) رغم اعتراض والدها زياد (رشدي أباظة) ولكن بموافقة جدها (يوسف وهبي). يثور عليها الأب ويطردها فتعيش حياة متواضعة مع أحمد في منزل أمه (عزيزة حلمي). في نفس الوقت يتخلى أخوها أشرف (فكري أباظة)عن حبيبته ناهد (ليلى حمادة) بعد أن يرفض الأب (رشدي أباظة) زواجهما ويمنع عنه المال. تضطر ناهد للانحراف لتدبير المال اللازم لزواجها من أشرف.

## طاقم العمل
- رشدي أباظة... والد أشرف
- يوسف وهبي... جد أشرف
- مريم فخر الدين... أم أشرف
- ليلى حمادة... ناهد
- فكري أباظة... أشرف
- نجلاء فتحي... صافي
- أحمد السنباطي... أحمد رياض
- عزيزة حلمي... والدة احمد
- محيي إسماعيل... منير
- سيد زيان... السباك
- صفية العمري... سلوى
- ليلى عبد الغني... '
- عبد الغني النجدي... '
- توفيق الكردي... خطيب في حفل كلية الآداب
- سعيدة جلال... '
- منى عبد الله... إنعام الشغاله

## اغانى الفيلم

### الاغنية والمغنى
- أغنية دنيا جديدة وشمس جديدة غناء أحمد السنباطي و سناء البارونى
- أغنية و نجحنا نجحنا نجحنا غناء أحمد السنباطي و سناء البارونى
- أغنية روميو وجوليت غناء أحمد السنباطي و سناء البارونى
- أغنية الأطفال خلو بالكو يا حلوين غناء أحمد السنباطي
- أغنية يا سلام عا الدنيا دى غناء أحمد السنباطي

### تأليف الأغانى
- نزار قباني
- مأمون الشناوي
- حسين السيد
- مصطفى الضمراني

### التلحين
- رياض السنباطي
- صلاح رضا
- أحمد السنباطي